# Витково
Витково (пол. Witkowo)  —  город  в Польше, входит в Великопольское воеводство,  Гнезненский повят.  Имеет статус городско-сельской гмины. Занимает площадь 8,3 км². Население 10825 человек (на 2005 год).